# Rimbaud (album)
Albums de John Zorn
The Hermetic Organ
(2012) A Vision in Blakelight
(2012)
Rimbaud est un album de John Zorn paru chez Tzadik en 2012 en hommage à Arthur Rimbaud. Il comprend quatre pièces au style et au personnel distincts : musique de chambre pour Bateau ivre, musique électronique pour A Season in Hell, pièce écrite pour piano avec accompagnement improvisé pour Illumination, et une pièce utilisant la technique de composition par fiche (file card) avec John Zorn et Mathieu Amalric récitant des textes de L’Album Zutique pour Conneries. Toutes les compositions et les arrangements sont de John Zorn.

## Titres
| No | Titre            | Durée |
| -- | ---------------- | ----- |
| 1. | Bateau Ivre      | 11:01 |
| 2. | A Season in Hell | 12:21 |
| 3. | Illuminations    | 11:38 |
| 4. | Conneries        | 12:20 |

## Personnel
Bateau Ivre
- Brad Lubman : chef d'orchestre
- Steve Beck : piano
- Erik Carlson : violon
- Chris Gross : violoncelle
- Al Lipowski : vibraphone
- Rane Moore : clarinette
- Tara O’Connor : flûte
- Elizabeth Weisser : alto

A Season in Hell
- Ikue Mori : laptop, electronique
- John Zorn : échantillonneur, electronique

Illuminations
- Trevor Dunn : basse
- Stephen Gosling : piano
- Kenny Wollesen : batterie

Conneries
- Mathieu Amalric : voix
- John Zorn : saxophone alto, piano, orgue, guitare, batterie, bruitage